# Autostrada międzystanowa nr 405 (Oregon)
Autostrada międzystanowa nr 405 (ang. Interstate 405, I-405) – amerykańska autostrada międzystanowa o długości 3,53 mil (5,68 km) znajdująca się całkowicie w Oregonie, będąca drogą pomocniczą autostrady międzystanowej nr 5. Omija od zachodu ścisłe centrum Portland. Została ukończona 11 listopada 1973.